# Гленвар-Гайтс (Флорида)
Гленвар-Гайтс (англ. Glenvar Heights) — переписна місцевість (CDP) в США, в окрузі Маямі-Дейд штату Флорида. Населення — 20 786 осіб (2020).

## Географія
Гленвар-Гайтс розташований за координатами 25°42′34″ пн. ш. 80°18′57″ зх. д. / 25.70944° пн. ш. 80.31583° зх. д. (25.709369, -80.315857).  За даними Бюро перепису населення США в 2010 році переписна місцевість мала площу 11,22 км², з яких 10,66 км² — суходіл та 0,56 км² — водойми.

## Демографія
Згідно з переписом 2010 року, у переписній місцевості мешкало 16 898 осіб у 7508 домогосподарствах у складі 4185 родин. Густота населення становила 1506 осіб/км².  Було 8322 помешкання (742/км²).
Расовий склад населення:
| - 88,8 % — білих - 3,2 % — чорних або афроамериканців - 2,8 % — азіатів - 0,1 % — корінних американців - 2,9 % — осіб інших рас |

До двох чи більше рас належало 2,1 %. Частка іспаномовних становила 66,5 % від усіх жителів.
За віковим діапазоном населення розподілялося таким чином: 17,2 % — особи молодші 18 років, 68,4 % — особи у віці 18—64 років, 14,4 % — особи у віці 65 років та старші. Медіана віку мешканця становила 38,7 року. На 100 осіб жіночої статі у переписній місцевості припадало 87,9 чоловіків;  на 100 жінок у віці від 18 років та старших — 86,0 чоловіків також старших 18 років.
Середній дохід на одне домашнє господарство  становив 97 144 долари США (медіана — 57 247), а середній дохід на одну сім'ю — 133 539 доларів (медіана — 77 292). Медіана доходів становила 51 057 доларів для чоловіків та 41 933 долари для жінок. За межею бідності перебувало 11,6 % осіб, у тому числі 5,8 % дітей у віці до 18 років та 12,7 % осіб у віці 65 років та старших.
Цивільне працевлаштоване населення становило 10 360 осіб. Основні галузі зайнятості: освіта, охорона здоров'я та соціальна допомога — 22,9 %, науковці, спеціалісти, менеджери — 18,7 %, роздрібна торгівля — 12,9 %, мистецтво, розваги та відпочинок — 10,8 %.